# Посёлок Газопровода
Посёлок Газопровода — населённый пункт в Кораблинском районе Рязанской области.

## Географическое положение
Посёлок находится в центральной части района, на левом берегу Рановы в 5-6 км к востоку от города Кораблино.
Ближайшие населённые пункты:
— деревня Табаево примыкает с севера, соединён асфальтированной дорогой;
— деревня Жаркое в 2 км к юго-востоку по грунтовой дороге.
Посёлок пересекает автотрасса регионального значения Р-126 «Рязань-Ряжск». 

## Население
| 2010 |
| ---- |
| 313  |

## Инфраструктура
Отделение почтовой связи «391237», сельский дом культуры, детский сад, 2 магазина.
В посёлке действуют газокомпрессорная станция, газонаполнительный пункт.

## Транспорт
Действует автобусный маршрут № 124 «Ряжск-Кораблино».